# Silnice II/285
Silnice II/285 je 46,3 km dlouhá silnice druhé třídy na trase Lanžov – Jaroměř – Nové Město nad Metují – Olešnice v Orlických horách. Jedná se o jednu ze spojnic Jaroměřska s Orlickými horami.
Trasa začíná v Lanžově na křižovatce se silnicí II/325, prochází lázněmi Velichovky a v Jaroměři se setkává se silnicemi I/37 a I/33. Dále pokračuje východním směrem až do Nového Města nad Metují, kde chvíli peážuje se silnicí I/14. Silnice končí v Olešnici v Orlických horách na křižovatce se silnicí II/310.